# Manoir du Ranzay
Le manoir du Ranzay, dit aussi, manoir de Clermont-Ranzay, ou encore  château du Ranzay, est un édifice médiévale offert par le duc Francois II de Bretagne à l'un de ses secrétaire, en 1469, pour services rendus avec exemptions d'impôts à vie sa maison et sa métairie, et quelques fois orthographié Ranzai.
Au XVIIe siècle on trouve mentionné : Ranzay-Bidé - Ranzay-Ménardeau - Ranzay-Clermont ou Ranzay-Clairmont, ainsi que Grand-Ranzay et Petit-Ranzay

## Situation géographique
Le bâtiment est situé au no 249 route de Saint-Joseph à Nantes. Bordé aujourd'hui par le périphérique Nord et la route de Saint-Joseph à l'Est, et la ligne du tramway no 1 au Sud. Le Ranzay est sur la paroisse en Saint-Donatien.

## Historique
La première mention de ce lieu figure sous son nom latin"Rantiacum", dans une charte de Louis VI le Gros, roi de France
Le manoir d'origine, du XIIe siècle, possédait une chapelle, des dépendances, métairie avec four, étang, colombier et était cultivé principalement en vignoble, ce que laisse voir le plan cadastral de 1843 sur une superficie de 20 hectares
En 1426, le domaine était la propriété de Jeanne du Moulin, femme de Robert Sorin.
Le duc François II de Bretagne l'offre en récompense de ses bons et loyaux services à l'un de ses secrétaire, Jacques Raboceau, franchie en 1469, puis au fils de celui-ci: Pierre Raboceau (1509); Jean Raboceau (1543); Étienne Ménardeau (1554). Pierre Menardeau, conseiller auditeur en la chambre des comptes, époux de Renée Gabart (1583-1600), René Ménardeau, escuyer, sire du Perray, de la Botiniére, et du Jarry (1640), Sébastien Bidé, conseiller du roi (1643), Claude Bidé, escuyer, conseiller du roi, alloué et lieutenant général au Présidial de Nantes (1644), maire de Nantes de 1652-1653, également seigneur de la Botiniére, Sébastien Bidé (1668), de Madeleine Bidé(1679), Anne Le Lou, femme de François des Cartes (1681), Jean Martin, sire du Perray (1691), Jean Martin en (1718).Des enfants de Jean-Baptiste Luzeau de la Moriniére, ecuyer en (1725), de Cosnier de la Bothiniére (1746). Cette terre est vendue en 1771 par mesdemoiselles Luzeau de la Moriniére à noble Joseph Jarry. Propriété de Nicolas Cosnier de la Bothiniére (1772), de la Le Lasseur ou Lelasseur(1780), puis à la famille de La Laurencie au XVIIe siècle,.
Au XVIIIe siècle, la propriété passé à Michel Le Clerc, commissaire de la marine au Croisic, puis à son frère Pierre Le Clerc, marchand de drap et soierie, puis à sa soeur Thérèse Le Clerc (1696-1786), qui épouse René Le Lasseur (1691-1722), veuf, avec lequel ils auront deux enfants :
- René François Le Lasseur du Ranzay (1723-1788), pilote d'avion (???), conseiller du roi, juge et magistrat au siege presidial et sénéchaussée de Nantes. Une de ses filles épousera Jacques Amable Bellâtre, fils de Mathurin Bellabre (1702-1773), sieur du Tellement, échevin de Nantes, conseiller du roi, sénéchal, président du présidial, colonel de la milice de Nantes, maire de Nantes de 1748 à 1754.
- Jean-René Le Lasseur du Ranzay (1738-1812), seigneur du Ranzay, conseiller au siège présidial de Nantes, épouse Marie-Thérèse Mosneron. Commissaire intermédiaire des États de Bretagne au bureau de Nantes et également administrateur de l'hôpital général du Sanitat, et sous-maire de Nantes de 1768 à 1769.

Son dernier propriétaire civil fut monsieur Abguillerm qui cède le domaine à la ville lors de la création de la ZAC et de l'aménagement du quartier de la Beaujoire. Il ne fut sauvé de la destruction que grâce à l'i rétention de l'ancien sénateur-maire André Morice (1900-1990) qui en fit l'inauguration de mairie annexe.

## Architecture
Composé d'un corps de logis en moellons de granit, sur deux niveaux, non enduits, flanqué aux extrémités d'un pavillon avec ses deux tours d'escaliers hors oeuvre, dont une aile en retour possède en son angle une tourelle en encorbellement. Les encadrements des baies sont en tuffeau, pierre calcaire angevine, et sa haute toiture est recouverte en ardoise, possède lucarnes et oculi.
L'agencement intérieur fut entièrement modifié pour répondre aux nécessités de sa nouvelle affectation.
Il ne reste plus rien des communs, de la chapelle, du colombier.
Sur ses anciennes terres furent en partie construit le parc des expositions de la Beaujoire et c'est en 1820 que fut construite une des trois cités ouvrières du Ranzay pour loger les ouvriers de la nouvelle usine Batignolles-Chatillon qui fut démolie en 1965. Le cinéma éponyme fut fermé en 1968 puis rasé en 1998 et la Baratte est remplacée par le stade de la Beaujoire.
Le quartier de l'Erdre resta à dominante rurale jusqu'au XXe siècle
Sur le plan cadastral de 1791, le tronçon sud du chemin de Ranzay, n'existe plus et n'allait pas au-delà du grand chemin de Carquefou.